# MGM Channel
MGM Channel (sau MGM) a fost un canal de televiziune de film care a fost subtitrat în limba română.
Canalul a fost lansat inițial ca o colaborare între Chello Media și Metro-Goldwyn-Mayer, și era disponibil la nivel internațional începând cu anii 1990, cu versiunea românească fost lansată în 2006. După ce Metro-Goldwyn-Mayer a intrat în faliment în 2010, Chello Media a cumpărat restul de 50% din acțiunile lui MGM Channel în 2012, devenind unicul proprietar. După ce AMC Netwoks International a achiziționat Chello Media, în 2014, MGM Channel și-a schimbat numele în AMC în majoritatea țărilor din Europa, însă în Irlanda, Austria, Elveția, Germania, Islanda și în alte câteva țări MGM Channel a continuat să difuzeze sub numele său original.